# Zarifa Ghafari
Zarifa Ghafari (paixtu: ظریفه غفاری) (Kabul, 1992) és una activista i política feminista afganesa d'ètnia paixtu. Des de 2019 a 2021 va ser l'alcaldessa de Maidan Shar, capital de la província de Wardak, l'Afganistan. Ghafari fou una de les poques dones alcaldesses afganeses, així com la més jove, després que fos investida amb només 26 anys. És coneguda pels seus esforços per l'apoderament de les dones de l'Afganistan.

## Trajectòria
Va assistir a l'escola secundària Halima Khazan, a la província de Paktia, i va realitzar els seus estudis superiors a la Universitat del Panjab. Va ser nomenada oficialment alcaldessa de Maidan Shahr el juliol de 2018 per l'aleshores president del país Ashraf Ghani. No obstant això, el seu mandat com a alcaldessa va haver de retardar-se durant nou mesos a causa de la intervenció d'alguns alts funcionaris que van acusar-la infundadament de frau.
En el seu primer dia com a alcaldessa, es va enfrontar a l'assetjament d'un grup d'homes a la seva oficina, que li exigia que renunciés a el càrrec. També es va enfrontar a amenaces de mort dels talibans i l'Estat Islàmic després d'assumir els seu càrrec. Va jurar el seu càrrec al març de 2019.

## Reconeixements
L'any 2019, la BBC va incloure a Ghafari a la llista de les 100 Dones més inspiradores i influents de tot el món.
L'any 2020, juntament amb altres dones del món, va rebre el Premi Internacional Dona Coratge, guardó que atorga anualment el Departament d'Estat dels Estats Units.